# Bianco
Pour les articles homonymes, voir Bianco (homonymie).
Bianco est une commune italienne de la province de Reggio de Calabre dans la région Calabre en Italie.

## Administration
| Période                                  | Période | Identité | Étiquette | Qualité |
| ---------------------------------------- | ------- | -------- | --------- | ------- |
|                                          |         |          |           |         |
| Les données manquantes sont à compléter. |         |          |           |         |

### Hameaux
Pardesca

### Communes limitrophes
Africo, Caraffa del Bianco, Casignana, Ferruzzano